# 美國精神：為自由而戰
《美國精神：為自由而戰》（英語：Amend: The Fight for America）是一部美國紀錄劇集，主要描述美利坚合众国宪法第十四条修正案的後果，並探討了美國歧視和爭取平等的激進主義歷史。劇集2021年2月17日在Netflix全球上線。

## 出鏡陣容
- 威爾·史密斯
- 布萊恩·史蒂文森
- 拉里·威尔莫
- 萨米拉·威利
- 鮑比·坎納瓦爾
- 拉薇安·考克斯
- 葛拉罕·葛林
- 藍道爾·朴
- 麗娜·維特
- 漢納·加斯比
- 馬赫夏拉·阿里
- 斯特林·K·布朗
- 喬瑟夫·高登-李維
- 約書亞·傑克遜
- 山繆·傑克森
- 雅佳·娜歐蜜·金
- 黛安·蓮恩
- 佩德羅·帕斯卡
- 寇特尼·B·凡斯
- 戴維德·迪格斯
- 拉斐爾·卡索

## 反響
電影在爛番茄網站上的影評新鮮度100%。

## 外部連結
- 在Netflix上觀看《美國精神：為自由而戰》
- 互联网电影数据库（IMDb）上《美國精神：為自由而戰》的资料（英文）